# Fundação das Artes de São Caetano do Sul
A  Fundação das Artes de São Caetano do Sul (FASCS) é uma fundação municipal localizada no município de São Caetano do Sul, no estado de São Paulo. Atualmente mantém escolas de artes visuais, dança, música e teatro, com a preocupação de formar artistas nas suas áreas de atuação, de promover apresentações e espetáculos e de ser um polo de pesquisa sobre o ensino de artes. 

## História
Em 1968, o então prefeito de São Caetano do Sul, Walter Braido, convidou Milton Andrade para idealizar um projeto de um polo cultural na cidade com o objetivo de promover a formação de artistas. A instituição foi oficialmente fundada em 25 de abril de 1968, a partir de aprovação de lei municipal, tendo Milton Andrade como diretor geral e inicialmente oferecendo cursos de música em agosto de 1968. Em seguida foram implantados os cursos de teatro e de artes visuais. O curso de dança foi aberto no ano seguinte. Havia um movimento forte de cinema na década inicial. 
Na década de 1980 a instituição enfrentou sua primeira crise  devido à falta de alunos candidatos aos cursos oferecidos. Em 1983 Milton Andrade é desligado da FASCS e Roberto Manzo assume seu cargo. Em 1985 a instituição implanta os cursos profissionalizantes em música (com habilitação em instrumento e canto) e em teatro (com habilitação profissional de ator, hoje, técnico em arte dramática).
Atualmente atendendo cerca de 1.500 alunos, a FASCS se tornou um centro de formação reconhecido na região do ABC Paulista. É uma das mais antigas instituições dedicadas à formação de artistas em atividade no estado de São Paulo.